# Olearia obcordata
Olearia obcordata là một loài thực vật có hoa trong họ Cúc. Loài này được (Hook.f.) Benth. mô tả khoa học đầu tiên năm 1867.